# Chóry w Bydgoszczy
W Bydgoszczy zarejestrowanych jest kilkadziesiąt chórów, z których najstarszy funkcjonuje nieprzerwanie od 1883 r. Większość z nich należy do bydgoskich oddziałów stowarzyszeń: Polskiego Związku Chórów i Orkiestr oraz Federacji Caecilianum.

## Tradycje chóralistyki w Bydgoszczy

### Okres staropolski
Tradycja wielogłosowego śpiewania w mieście wywodzi się z XV wieku i dotyczyła szkoły parafialnej przy bydgoskiej farze. W 1466 r. ufundowane zostało Bractwo Bożego Ciała, które miało za obowiązek uczestniczenia i uświetniania swoim śpiewem nabożeństw. Kolejnym ośrodkiem, którym rozwijano sztukę śpiewu był założony w 1480 r. konwent bernardynów. Ważną pozycję w strukturze tego zakonu posiadał kantor, którego zadaniem było m.in. przygotowanie chóru. Znanych jest kilku kantorów bernardynów bydgoskich, którzy ze względu na swe zdolności zostali odnotowani w źródłach pisanych: Dionizy Szyjka (1530–1590), Stefan Rączka (zm. 1607), Cyprian Kacki (zm. 1617), Marcin Piwko (zm. 1639) i inni. W zakresie muzyki szkolono w Bydgoszczy także w konwentach: karmelitów (1398–1816) i jezuitów (1617–1781). Nauka w bursie muzycznej, istniejącej przy Kolegium Jezuickim dotyczyła śpiewu i gry na instrumentach. Uczniowie, oprócz śpiewu pieśni w czasie nabożeństw, uczestniczyli w występach wokalnych w charakterze świeckim, np. w 1623 r. witali śpiewem pochwalnym w kościele farnym i auli szkolnej króla Zygmunta III Wazę, który zatrzymał się w Bydgoszczy w drodze do Gdańska.

### Okres zaboru pruskiego
Geneza zorganizowanego amatorskiego ruchu muzycznego w Bydgoszczy sięga XIX wieku. W I połowie XIX wieku istniały niemieckie stowarzyszenia kulturalne: Towarzystwo Śpiewacze (niem. Gesangverein) i Towarzystwo Operowe (niem. Opernverein), które wspólnie z chórem męskim „Liedertafel” wystawiało własnymi siłami sztuki operowe. 100-osobowy bydgoski chór mieszany wykonywał w 1823 r. wielkie oratorium Josepha Haydna „Stworzenie świata”.
Na początku XX wieku niemiecki ruch śpiewaczy był reprezentowany przez 10 chórów, z których najwyższy poziom osiągnęły: „Liedertafel”, „Eintracht”, „Gutenberg” i „Sine cura”. Bydgoskie chóry niemieckie tworzyły okręg w ramach Poznańskiego Prowincjonalnego Związku Śpiewaczego (niem. Posener Provinzial-Sangerbund), goszcząc kilkakrotnie (od 1855 r.) zjazdy śpiewacze Prowincji Poznańskiej. Chóry niemieckie istniały w Bydgoszczy aż do 1945 r., z tym że okres ich największego rozwoju zakończył się w 1920 r., w momencie przejścia Bydgoszczy do odrodzonego państwa polskiego.
Niezależnie od niemieckiego ruchu śpiewaczego, rozwijało się życie chórów amatorskich, kultywujących polską pieśń, o czym może świadczyć mnogość XIX-wiecznych śpiewników i zbiorów pieśni patriotycznych. W II połowie XIX wieku w okresie walki ludności polskiej z naporem germanizacyjnym pojawiły się polskie stowarzyszenia, w których ważne miejsce zajmowały chóry. Inspiratorami polskiego życia organizacyjnego byli księża katoliccy oraz działacze narodowi, m.in. Teofil Magdziński i Julian Prejs. Początkowo – wobec zakazu zakładania polskich organizacji kulturalnych, organizowano przy istniejących towarzystwach sekcje, których celem było pielęgnowanie języka polskiego, rozwijanie czytelnictwa, a także krzewienie polskiej pieśni narodowej, ludowej i kościelnej. W 1876 r. założono przy parafii farnej najstarszy bydgoski chór kościelny Towarzystwo Śpiewu „Św. Cecylia” (w 1893 r. zmiana nazwy na „Święty Wojciech”). W 1880 r. powstało koło śpiewacze przy założonym w 1872 r. Towarzystwie Przemysłowym. W 1883 r. sekcja ta przekształciła się w pierwszy polski chór męski w Bydgoszczy – Towarzystwo Śpiewu „Halka”. Działacze Towarzystwa rozszerzali działalność także poza Bydgoszcz. W 1885 r. zorganizowali pierwszy w Wielkim Księstwie Poznańskim zjazd zespołów chóralnych w Bydgoszczy, na którym zadecydowano o powołaniu w 1892 r. Wielkopolskiego Związku Śpiewaczego, łączącego wszystkie chóry polskie w Prowincji Poznańskiej, koordynującego ich działalność oraz reprezentującego przed władzami administracyjnymi.
W 1896 i 1900 r. dokonano podziału terytorialnego chórów wchodzących w skład Związku Śpiewaczego. W 1905 r. Okręg bydgoski obejmował m.in. Bydgoszcz, Fordon, Koronowo, Łabiszyn, Mroczę, Nakło, Solec Kujawski i Szubin (od 1906 r. także Wyrzysk i okolice). Pierwszym prezesem Okręgu Bydgoskiego był ówczesny prezes Towarzystwa Śpiewu „Halka” – Franciszek Witecki, a do ważniejszych chórów, wchodzących w skład okręgu były bydgoskie chóry: „Halka”, „Św. Wojciech”, „Moniuszko” oraz „Harmonia” w Nakle, „Halka” w Szubinie, „Św. Cecylia” w Mroczy, „Św. Cecylia” i Koło Śpiewackie z Koronowa oraz Towarzystwo Śpiewu w Sadkach. Zespoły śpiewacze prowadziły działalność artystyczną, społeczną, wychowawczą i towarzyską. Oprócz lekcji, zebrań i koncertów urządzano przedstawienia teatralne, wieczory recytatorskie oraz zabawy. Chóry były ośrodkami szerzenia kultury polskiej, nauczania języka polskiego, pielęgnowania tradycji polskich.

### Okres międzywojenny
Po decyzji traktatu wersalskiego o włączeniu Bydgoszczy do II Rzeczypospolitej (czerwiec 1919 r.), działacze ruchu śpiewaczego włączyli się aktywnie do organizacji polskich władz administracyjnych, gospodarczych, oświatowych i kulturalnych. 19 stycznia 1920 r., połączone chóry Towarzystwa Śpiewu „Halka”, Towarzystwa Śpiewu „Moniuszko” i „Św. Wojciech” pod dyrekcją Franciszka Masłowskiego uroczyście powitały wkraczające do miasta oddziały Wojska Polskiego.
W 1921 r. powołano Bydgoskie Zjednoczenie Towarzystw Śpiewaczych, do którego należały tylko chóry z Bydgoszczy, zaś roku następnym wznowił działalność okręg bydgoski Związku Kół Śpiewackich Polskich.
W dwudziestoleciu międzywojennym, gdy możliwe było swobodne rozwijanie polskiego życia kulturalnego, powstało wiele nowych chórów. W 1924 r., do okręgu bydgoskiego należało 25 zespołów śpiewaczych – 12 w Bydgoszczy, 2 w Fordonie, 2 w Koronowie, 2 w Solcu Kujawskim oraz po jednym zespole w Byszewie, Mroczy, Lucimiu-Mąkowarsku, Łobżenicy, Nakle, Szubinie i w Wyrzysku. Po reorganizacji w 1924 r. w skład okręgu wchodziły chóry z miejscowości: Bydgoszcz, Fordon, Koronowo, Lucim-Mąkowarsko, Osielsko i Solec Kujawski. Do okręgu należały wówczas następujące zespoły śpiewacze: w Bydgoszczy – „Św. Wojciech”, „Halka”, „Moniuszko”, „Harmonia”, „Koło Śpiewackie Kolejarzy”, „Lira”, „Lutnia”, „Lutnia” – Jachcice, „Chór Podchorążych”, „Dzwon” oraz „Św. Cecylia” i Koło Śpiewackie w Fordonie, „Moniuszko” i „Dzwon” w Solcu Kujawskim, „Halka” Lucim-Mąkowarsko, „Św. Cecylia” w Osielsku i „Św. Cecylia” w Koronowie. W 1938 r., w wyniku reformy administracyjnej, Bydgoszcz znalazła się na terenie województwa pomorskiego, w związku z czym okręg bydgoski przeszedł z Wielkopolskiego do Pomorskiego Związku Śpiewaczego. Do 1939 r., liczba zespołów zmieniała się, gdyż niektóre zespoły zawieszały działalność oraz powstawały nowe. Przy niektórych Towarzystwach działały sekcje dramatyczne i zespoły instrumentalne. Działalnością artystyczną kierowało 69 dyrygentów, m.in. Edmund Rezler.
Działalność artystyczno-społeczna chórów polegała na uczestnictwie w zjazdach śpiewaczych, których celem była rywalizacja o tytuł najlepszego zespołu, w Świętach Pieśni oraz w zjazdach okręgów sąsiednich. Na zjazdy zapraszano zespoły z innych okręgów i związków, m.in. z Poznania, Torunia i Gdańska. Zespoły śpiewacze spotykały się nie tylko w Bydgoszczy, lecz także w Koronowie, Solcu Kujawskim i w innych miejscowościach. Chóry uczestniczyły również w uroczystościach okolicznościowych z okazji rocznic narodowych, świąt kościelnych i związanych z polską historią i kulturą. Dochody z koncertów, połączonych często z przedstawieniami teatralnymi, przeznaczano wielokrotnie na cele charytatywne.
W swoim repertuarze chóry posiadały utwory znanych kompozytorów polskich i zagranicznych oraz ówczesnych dyrygentów bydgoskich: F. Masłowskiego, L. Jaworskiego, M. Karaśkiewicza, Z.G. Urbanyiego. Prezentowano m.in.: kantaty, oratoria, msze, ballady, motety, hymny, pieśni pasyjne, fragmenty oper i operetek oraz motywy pieśni ludowych. Ostatni Zjazd Śpiewaczy Okręgu Bydgoskiego przed wybuchem II wojny światowej odbył się w dniach 27-29 maja 1939 r., w Bydgoszczy.
Niezależnie od chórów świeckich rozwijała się także działalność chórów kościelnych przy bydgoskich parafiach. Podstawowym ich zadaniem był śpiew liturgiczny na niedzielnych mszach świętych oraz na ważnych uroczystościach kościelnych i parafialnych. W 1927 r. założono Okręg Związku Chórów Kościelnych w Bydgoszczy, skupiający 9 zespołów: męskich, żeńskich i mieszanych. Do najwyżej cenionych chórów kościelnych należały w latach 30. Towarzystwa Śpiewu: „Harmonia”, „Moniuszko”, „Święty Wojciech” i „Odrodzenie”.
W obraz kulturalny Bydgoszczy w okresie międzywojennym wpisywały się także chóry niemieckie. Chóry te śpiewały głównie w czasie zebrań i spotkań towarzyskich organizacji i stowarzyszeń niemieckich, m.in. w ogrodzie i sali Kasyna Cywilnego przy ul. Gdańskiej 20. W latach 1920–1939 działało pięć niemieckich chórów i dwa towarzystwa: muzyczne i śpiewacze. Najliczniejszym było Stowarzyszenie Śpiewu „Liedertafel” (zał. 1842, w latach 1902-1921 należące do Niemieckiego Towarzystwa Sztuki i Wiedzy). Na Okolu i Czyżkówku działało Męskie Towarzystwo Śpiewu „Kornblume” (Bławatek). Także na Czyżkówku z gminą ewangelicką współpracował chór męski „Germania”. Rzemieślniczy chór „Gutenberg”, skupiał drukarzy i pracowników pokrewnych zawodów, zaś na wschodnich osiedlach miasta – Kapuściskach Małych, Dolnych i Siernieczku istniał chór „Bromberg – Ost”. Działalność muzyczną i śpiewaczą prowadziło Towarzystwo J.S. Bacha (niem. Bachverein) oraz Koło Związku Śpiewaków i Śpiewaczek Niemieckich.

### Okres po 1945
W lutym 1945 r. po zakończeniu działań wojennych, działacze społecznego ruchu śpiewaczego przystąpili do reaktywowania pracy chórów w oparciu o przedwojennych członków i dyrygentów. W lipcu 1946 r. odbył się w Bydgoszczy pierwszy po wojnie Zjazd Pomorskiego Związku Śpiewaczego, z okazji 600-lecia miasta Bydgoszczy, połączony ze współzawodnictwem 33 chórów. W Zjeździe uczestniczyły chóry z: Inowrocławia, Poznania, Gdańska, Gdyni, Szczecina, Tczewa, Torunia, Chełmży, Lubawy, Wąbrzeźna, Włocławka, Chojnic, Starogardu, Kowalewa oraz zespoły Okręgu Bydgoskiego.
W 1946 r. w Bydgoszczy reaktywowały swoją działalność także chóry kościelne np. „Vincentinum” przy parafii św. Wincentego a Paulo, „Święty Wojciech” przy bydgoskiej Farze; powstały też nowe: „Święta Cecylia” przy kościele oo. Jezuitów, czy „Święty Wojciech” przy parafii św. Wojciecha. Po 1949 r. wskutek zarządzeń państwowych, chóry kościelne nie mogły rejestrować swoich członków, pobierać składek, organizować zebrań ani tworzyć zarządów. W związku z tym prowadziły one nieoficjalną działalność, a niektóre z nich przeszły pod patronat świecki (np. „Harmonia” stał się chórem Zakładów Obuwniczych „Kobra”).
Chęć nadrobienia wojennych zaległości oraz entuzjazm lat odbudowy kraju były głównymi motywami wzmożonej działalności w pierwszych latach powojennych, przejawiającej się w organizowaniu wielu koncertów. W 1951 r. w skład Zjednoczenia Polskich Zespołów Śpiewaczych przyjęto orkiestry amatorskie i w związku z tym zmieniono nazwę organizacji na Zjednoczenie Polskich Zespołów Śpiewaczych i Instrumentalnych. W skład okręgu bydgoskiego wchodziły odtąd nie tylko chóry, ale także orkiestry dęte.
Chóry i orkiestry uczestniczyły w: Świętach Pieśni, zjazdach, przeglądach i festiwalach śpiewaczych, a także w koncertach związanych ze świętami państwowymi, wydarzeniami społeczno-politycznymi i kulturalnymi kraju oraz obchodami jubileuszowymi własnych i bratnich zespołów. W Bydgoszczy zespoły występowały najczęściej w Parku Ludowym, Wojewódzkim Ośrodku Kultury, Filharmonii Pomorskiej, a także w zakładach pracy, placówkach kulturalno-oświatowych i zakładach opiekuńczych. Bodźcem do aktywizacji artystycznej chórów były obchody Tysiąclecia Państwa Polskiego w latach 1960–1966 oraz lata 80., w których możliwe było po wielu latach uczestnictwo chórów w uroczystościach kościelnych.
W latach 70. działało oficjalnie sześć chórów bydgoskich; męskie: „Halka” i „Hasło” oraz mieszane: „Arion”, „Dzwon”, „Harmonia” i „Lutnia”. Pod względem artystycznym najbardziej liczącym się chórem w Bydgoszczy był „Arion”, który w latach 1945–1952 wystąpił na blisko 200 koncertach, z czego połowę stanowiły koncerty w Polskim Radio, zaś od 1953 r. współpracował z Państwową Filharmonią Pomorską.
W 1987 r. Okręg Bydgoski Pomorskiego Związku Śpiewaczego stał się autonomicznym Oddziałem Polskiego Związku Chórów i Orkiestr. W 1995 r. członkami bydgoskiego oddziału PZChiO było 19 chórów (14 z Bydgoszczy, 2 z Inowrocławia, po jednym ze Żnina, Nakła, Kcyni) oraz 21 orkiestr amatorskich (w tym 5 z Bydgoszczy). W latach 90. XX w. i po 2000 r. znacznie wzrosła liczba chórów, zwłaszcza akademickich i parafialnych.
Od lat 90. XX w. organizowano coroczne przeglądy chórów kościelnych. W 1999 r. w ramach Tygodnia Kultury Chrześcijańskiej w przeglądzie uczestniczyło 6 chórów. Po 2000 r. liczba chórów kościelnych w Bydgoszczy wzrosła do kilkunastu. W 2002 r. powołano Oddział Bydgoski Federacji Caecilianum, skupiający chóry kościelne.

## Przegląd chórów w Bydgoszczy

### Chóry zawodowe
- Chór Opery Nova – zał. 1956 r., dyr. Kaja Potrzebska

### Chóry profesjonalne
- Chór Kameralny Akademii Muzycznej w Bydgoszczy, zał. 1986 r., dyr. dr Magdalena Filipska

### Chóry męskie
- Towarzystwo Śpiewu „Halka” w Bydgoszczy – od 1883 r., dyr. Justyna Bęben
- Stowarzyszenie Śpiewacze Męski Chór „Hasło” w Bydgoszczy – od 1920 r., dyr. Rafał Sójka

### Chóry mieszane
- Chór mieszany „Harmonia” w Bydgoszczy – od 1920 r., przy parafii Najświętszego Serca Pana Jezusa, dyr. Magdalena Opalińska
- Chór mieszany „Dzwon” w Bydgoszczy – od 1923 r., dyr. Agnieszka Jędrzejewska - Stachura
- Chór mieszany „Fordonia” w Bydgoszczy – od 1992 r., przy parafii Matki Boskiej Królowej Męczenników, dyr. Marian Wiśniewski
- Chór mieszany „Primo” przy Zespole Szkół Ogólnokształcących nr 1 – zał. 1996 r., dyr. Monika Wilkiewicz

### Chóry żeńskie
- Chór Żeński Państwowego Liceum Muzycznego w Bydgoszczy – zał. 1999 r.
- Zespół Pieśni Dawnej „Fresca Voce” w Bydgoszczy (MDK Nr 5) – od 1998 r., dyr. Michalina Spychalska
- Chór Żeński „Serioso – Giocoso” w Bydgoszczy (IX LO)

### Chóry dziecięce
- Chór „Adoramus” w Bydgoszczy (SP nr 63), zał. 1991 r.,
- Chór Dziecięcy „Rubinki”, zał. 1999 r.,
- Chóry dziecięce i młodzieżowe „Camerata”, „Mezza Voce” i „Nanenonno” przy Pałacu Młodzieży w Bydgoszczy,
- Zespół Muzyki Dawnej „Concentus” przy Pałacu Młodzieży w Bydgoszczy, zał. 2007 r.,
- Chór Dzieci Młodszych „Ojejku” przy Szkole Podstawowej nr 38 w Bydgoszczy, zał. 2006 r., dyr. Roksana Ptasznik

### Chóry akademickie
- Chór Akademicki Uniwersytetu Kazimierza Wielkiego – zał. 1971 r., dyr. Bernard Mendlik i Benedykt Odya
- Zespół Pieśni Dawnej Uniwersytetu Kazimierza Wielkiego – zał. 1974 r., dyr. Jan Lach
- Chór Akademicki Akademii Muzycznej w Bydgoszczy, zał. 1974 r., dyr. prof. Janusz Stanecki i Monika Wilkiewicz
- Chór Akademicki Uniwersytetu Technologiczno-Przyrodniczego w Bydgoszczy – zał. 1996 r., dyr. Agnieszka Sowa
- Chór Akademicki Collegium Medicum UMK – zał. 1985 r., dyr. prof. Janusz Stanecki
- Chór Akademicki Wyższej Szkoły Gospodarki – zał. 2006 r., dyr. Rafał Sójka
- Chór Akademicki Kujawsko-Pomorskiej Szkoły Wyższej – zał. 2004 r., dyr. prof. Mariusz Kończal
- Chór Kameralny „Akolada” Bydgoskiej Szkoły Wyższej – zał. 2002 r., dyr. dr Renata Szerafin-Wójtowicz

### Chóry kościelne
- Bydgoski Chór Katedralny – zał. 1999 r., dyr. prof. Mariusz Kończal
- Chór „Vincentinum” przy parafii św. Wincentego à Paulo – zał. 1928, dyr. Dariusz Rynkowski
- Chór „Jubilate Deo” przy parafii Matki Boskiej Nieustającej Pomocy – zał. 1923, dyr. Piotr Duchalski
- Chór pw. św. Cecylii przy parafii Chrystusa Króla – zał. 1972 r., dyr. Leszek Rusiniak
- Chór „Exultate Deo” przy parafii Świętych Polskich Braci Męczenników – zał. 1987 r., dyr. dr Romuald Rajs
- Chór „Cantus Cordis” przy parafii św. Jadwigi Królowej – dyr. Janusz Sierszulski
- Chór mieszany „Ressurexit” przy parafii Zmartwychwstania Pańskiego – zał. 2002 r., dyr. Jolanta Rybka
- Żeński chór kameralny „Gaudeamus in Dominum” przy parafii Zmartwychwstania Pańskiego – dyr. Jolanta Rybka
- Chór Parafii Ewangelicko–Augsburskiej – zał. 1999 r., dyr. Jakub Kwintal
- Bydgoski Chór Gospel – dyr. Piotr Pawlicki
- Zespół Wokalny Katedry w Bydgoszczy – zał. 2002 r., dyr. Mariusz Kończal
- Bydgoska Schola Gregoriańska VOX CORDIS przy parafii Najświętszego Serca Pana Jezusa  – zał. 2007, dyr. Michał Kołodziej
- Schola seminaryjna przy Wyższym Seminarium Duchownym Diecezji Bydgoskiej – zal. 2006, dyr. dr Katarzyna Szewczyk

### Inne
- Collegium Vocale Bydgoszcz
- Chór V L.O. w Bydgoszczy

## Chóry nieistniejące
- Towarzystwo Śpiewu „Święty Wojciech” w Bydgoszczy (1876–1976) – najstarszy bydgoski chór kościelny, istniejący przy parafii farnej;
- Towarzystwo Śpiewu „Lutnia” w Bydgoszczy (1901–1979) – chór założony przez Polaków w Bremie, od 1923 r. związany z Jachcicami w Bydgoszczy;
- Towarzystwo Śpiewu „Moniuszko” w Bydgoszczy (1908–1973) – chór kościelny przy parafii Św. Trójcy w Bydgoszczy;
- Towarzystwo Śpiewu „Odrodzenie” w Bydgoszczy (1922–1939) – chór kościelno-świecki związany z Bielawami;
- Chór „Arion” w Bydgoszczy (1924–1990) – chór mieszany związany z Czyżkówkiem, po wojnie chór zawodowy, współpracujący od 1953 r. z Filharmonią Pomorską;
- Koło Śpiewu „Chopin” (1925–1939) – chór kościelny mieszany istniejący przy Towarzystwie św. Ignacego, związany z bydgoskim Okolem;
- Bydgoskie Słowiki (1958–lata 60. XX w.) – chór chłopięcy powstały przy Filharmonii Pomorskiej, jego kadra zasiliła Capellę Bydgostiensis i Zespół Pieśni i Tańca Ziemi Bydgoskiej;
- Chór „Canto” (1976–2001) – jeden z pierwszych bydgoskich, żeńskich chórów dziecięco-młodzieżowych, który zdobywał trofea na międzynarodowych festiwalach; powstał przy istniejącym w Pałacu Młodzieży Teatrze Pieśni, Poezji i Tańca; występował wspólnie z zespołami muzycznymi: Bajm, Żuki oraz w spektaklach Opery Nova; jego kontynuatorem jest chór „Violinki” który w 2006 roku zmienił nazwę na „Camerata”.
- Chór kościelny Matki Boskiej Nieustającej Pomocy (1922–1939) – 200-osobowy chór mieszany na Szwederowie;
- Chór męski Państwowego Katolickiego Męskiego Seminarium Nauczycielskiego w Bydgoszczy (1920–1936) – założony przez Zygmunta Urbanyi’ego, jeden z wyróżniających się w Bydgoszczy w okresie międzywojennym chórów szkolnych;
- Chór Panien Różańcowych (1925–1988) – kościelny chór żeński przy parafii Najświętszego Serca Jezusa, złożony wyłącznie z dziewcząt stanu wolnego.

## Festiwale chóralne w Bydgoszczy
- Ogólnopolski Konkurs Chórów a Cappella Dzieci i Młodzieży – od 1971 r., organizowany przez Stowarzyszenie Przyjaciół Pałacu Młodzieży „Pałac”
- Ogólnopolski Konkurs Pieśni Pasyjnej – od 2003 r., organizowany co 2 lata przez Związek Chórów Kościelnych „Caecilianum”
- Ogólnopolski Konkurs Kompozytorski na Chóralną Pieśń Pasyjną – od 2004 r., organizowany co 2 lata przez Związek Chórów Kościelnych „Caecilianum”
- Ogólnopolski Konkurs Kompozytorski na Chóralny Utwór Liturgiczny – od 2009 r., organizowany co 2 lata przez Związek Chórów Kościelnych „Caecilianum”
- Międzynarodowe Spotkania Chóralne „Arti et Amicitiae” – festiwal chóralny odbywający się w latach 1992-1998, organizowany przez Akademię Muzyczną im. Feliksa Nowowiejskiego, Polski Związek Chórów i Orkiestr oraz Centrum Animacji Kultury w Warszawie.